# Хемијска супстанца
Хемијска супстанца је облик постојања материје. То је чулима доступан облик материје. Неке референце додају да се хемијска супстанца не може раздвојити на саставне елементе физичким методама раздвајања, тј. без прекидања хемијских веза.
Карактерише је маса мировања. Састоји се од веома ситних честица — атома. Данас је познато око 17 милиона различитих супстанци. Од толиког броја супстанци, око 100 хиљада има практичну примену. Неке супстанце налазе се у природи, док се друге производе вештачким путем. 
Свака супстанца има карактеристична својства по којима се разликује од других супстанци, на пример: боју, мирис, густину, температуру топљења, температуру кључања. Наведена својства супстанци, која се одређују помоћу наших чула или инструмената, називају се физичка својства. Хемијска својства супстанци испољавају се при њиховим реакцијама са другим супстанцама. Основни задатак хемије је изучавање супстанци — њихове структуре, својстава, као и промена које доводе до претварања једних супстанци у друге.
Сва материјална тела су изграђена од супстанце. Још у време старих Грка сматрало се да постоје основни делићи, честице супстанце, од којих су саграђена сва тела. Разматрано је следеће питање: Уколико би се неко тело делило на све мање и мање делове, да ли би се то могло радити бесконачно? Изнета је претпоставка да би у једном моменту дошли до дела који не можемо даље поделити. На тај начин је настала идеја о најмањим честицама од којих се сва тела састоје — атома.

## Дефиниција
Хемијска супстанца се у уводном уџбенику опште хемије може дефинисати као „било који материјал са одређеним хемијским саставом“. Према овој дефиницији, хемијска супстанца може бити или чисти хемијски елемент или чисто хемијско једињење. Међутим, постоје изузеци од ове дефиниције; чиста супстанца се такође може дефинисати као облик материје који има и одређени састав и различита својства. Индекс хемијских супстанци који је објавио  такође укључује неколико легура неизвесног састава. Нестехиометријска једињења су посебан случај (у неорганској хемији) који крши закон сталног састава и за њих је понекад тешко повући границу између смеше и једињења, као у случају паладијум хидрида. Шире дефиниције хемикалија или хемијских супстанци су исто тако доступне, на пример: „израз хемијска супстанца означава било коју органску или неорганску супстанцу одређеног молекуларног идентитета, укључујући - (и) било коју комбинацију таквих супстанци која се у целини или делимично јавља као резултат хемијске реакције или настаје у природи”.

## Историја
Почетно ширење универзума у Великом праску, од пре око 13,8 милијарди година, резултирало је звездама које су током времена створиле низ хемијских елемената у својим супстанцама, у распону од водоника до оганесона.
Концепт „хемијске супстанце“ чврсто се успоставио крајем осамнаестог века након рада хемичара Жозефа Пруста  на саставу неких чистих хемијских једињења као што је базни бакар карбонат. Он је закључио да „Сви узорци једињења имају исти састав; то јест, сви узорци имају исте пропорције, по маси, елемената присутних у једињењу.” Ово је сада познато као закон сталног састава. Касније са напретком метода за хемијску синтезу, посебно у области органске хемије; открићем много више хемијских елемената и нових техника у области аналитичке хемије који се користе за изолацију и пречишћавање елемената и једињења дошло до успостављања савремене хемије, концепт је дефинисан онако како се налази у већини уџбеника хемије. Међутим, постојале су неке контроверзе у вези са овом дефиницијом, углавном зато што је велики број хемијских супстанци пријављених у хемијској литератури требало индексирати.

## Хемијски елементи
Елемент је хемијска супстанца сачињена од одређене врсте атома и стога се не може разградити или трансформисати хемијском реакцијом у други елемент, иако се може претворити у други елемент нуклеарном реакцијом. То је зато што сви атоми у узорку елемента имају исти број протона, иако могу постојати различити изотопи, са различитим бројем неутрона.
Према подацима од 2019. године постоји 118 познатих елемената, од којих је око 80 стабилно - то јест, они се не мењају радиоактивним распадом у друге елементе. Неки елементи се могу појавити као више од једне хемијске супстанце (алотропи). На пример, кисеоник постоји и као двоатомни кисеоник (О2) и као озон (О3). Већина елемената је класификована као метали. То су елементи са карактеристичним сјајем попут гвожђа, бакра и злата. Метали обично добро проводе електричну енергију и топлоту, а ковани су и дуктилни. Отприлике десетак елемената, попут угљеника, азота и кисеоника, класификовано је као неметали. Неметали немају горе описана метална својства, такође имају високу електронегативност и склоност стварању негативних јона. Одређени елементи, попут силицијума, понекад подсећају на метале, а понекад на неметале, и познати су као металоиди.

## Хемикалије у односу на хемијске супстанце
Док је израз хемијска супстанца прецизан технички израз који је синоним за хемикалије за хемичаре, реч хемикалија се у општој употреби у користи за означавање (чистих) хемијских супстанци и смеша (често називаних једињења), а посебно када се производе или пречишћавају у лабораторији или индустријском процесу. Другим речима, хемијске супстанце од којих је на пример воће и поврће природно састављено, чак и када расте у дивљини, генерално се не називају „хемикалијама“. У земљама које захтевају листу састојака у производима, наведене „хемикалије“ су индустријски произведене „хемијске супстанце“. Реч „хемикалија” се такође често користи за означавање дрога које изазивају зависност, опојне дроге или лекови који мењају ум.

## Именовање и индексирање
Хемичари се често позивају на хемијска једињења користећи хемијске формуле или молекуларну структуру једињења. Дошло је до феноменалног пораста броја хемијских једињења која су синтетисана (или изолована), а затим су о њима извештили у научној литератури професионални хемичари широм света. Огроман број хемијских једињења могућ је хемијском комбинацијом познатих хемијских елемената. Према подацима из фебруара 2021. године, око „177 милиона органских и неорганских супстанци” (укључујући 68 милиона биополимера дефинисаног низа) налази се у научној литератури и регистровано је у јавним базама података. Имена многих ових једињења често су нетривијална и стога их није лако запамтити, мада постоји више начина прецизног именовања једињење у облицима разумљивим за људе, као и у облицима подесним за рачунарску обраду. Неколико међународних организација, попут IUPAC-а и CAS-а, покренуле су кораке за олакшавање таквих задатака. CAS пружа услуге сакупљања хемијске литературе и обезбеђује нумерички идентификатор, познат као  регистарски број, за сваку хемијску супстанцу која је пријављена у хемијској литератури (као што су часописи за хемију и патенти). Ови подаци су састављени као база података и популарно су познати као индекс хемијских супстанци. Други компјутерски прилагођени системи који су развијени за добијање информација о супстанци су:  и Међународни хемијски идентификатор или InChI.
| Устаљени назив            | Систематски назив | Хемијска формула | Хемијска структура | ЦАС регистарски број |  |
| ------------------------- | ----------------- | ---------------- | ------------------ | -------------------- |  |
| Алкохол, или етил алкохол | Етанол            |                  |                    | [64-17-5]            |  |